# Catherine Deneuve

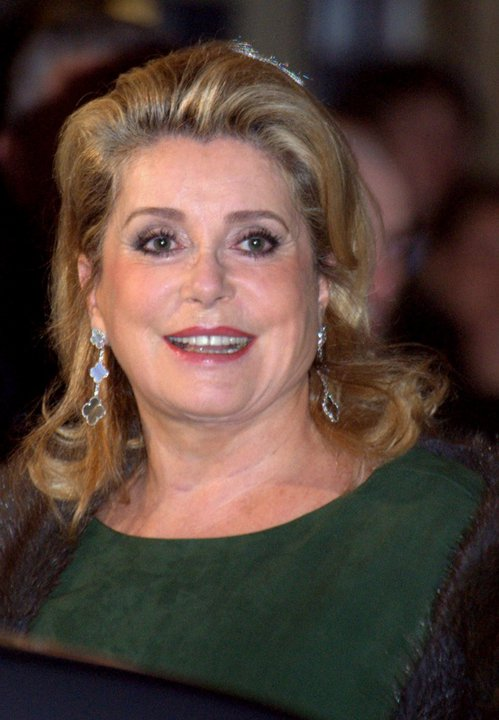
2011

Catherine Deneuve, nom artístic de Catherine Fabienne Dorléac (París, 22 d'octubre de 1943), és una actriu, considerada un model d'elegància i de bellesa francesa i una de les més respectades actrius del cinema francès i mundial.
Filla de l'actor de teatre i cinema Maurice Dorleác i germana de la també actriu Françoise Dorléac, Deneuve va estrenar-se en el cinema als 13 anys, el 1956, i durant l'adolescència va treballar en diversos petits papers amb el director Roger Vadim fins a arribar a l'estrellat mundial el 1964, amb Els paraigües de Cherbourg, del director Jacques Demy.
Els anys 1960, Deneuve va guanyar-se la reputació de símbol sexual fred i inaccessible a través de pel·lícules en què interpretava joves belles i frígides com Belle de jour de Luis Buñuel i Repulsió de Roman Polanski.
Va treballar amb alguns dels més grans cineastes de tots els temps com Luis Buñuel, François Truffaut, Manoel de Oliveira, Jacques Demy, Lars von Trier, Roman Polanski. i Tony Scott.

## Carrera
Descoberta per Roger Vadim, (també descobridor de Brigitte Bardot i responsable de la transformació de Jane Fonda en un sex symbol amb la pel·lícula Barbarella) amb qui va tenir una relació amorosa i un fill (Christian Vadim), Deneuve estigué casada amb el famós fotògraf de moda David Bailey (en el qual el director italià Michelangelo Antonioni es basaria per crear el personatge principal de la seva obra mestra cinematogràfica Blow Up), i després del final del seu matrimoni, es va relacionar amb l'actor italià Marcello Mastroianni, amb qui va tenir una filla, Chiara Mastroianni, el 1972.
Durant els anys 1960 i 70, Catherine Deneuve va tenir una rica carrera cinematogràfica, estrenant pel·lícules d'èxit internacional com La sirena del Mississipí, Mayerling, Tristana, Peau d'âne, entre d'altres, que a més d'afirmar-la com la gran estrella del cinema europeu de l'època, la van transformar en el sinònim de bellesa francesa, fent d'ella la musa de l'alta costura de França, principalment de l'estilista Yves Saint Laurent, i el rostre dels perfums Chanel (el Chanel Núm. 5, lligat al seu rostre i la seva imatge, va ser el més venut i famós perfum del món durant més de dues dècades). A més, va substituir Brigitte Bardot com l'efígie de Marianne, la figura femenina oficial de la República de França, estampada en segells i monedes del país.

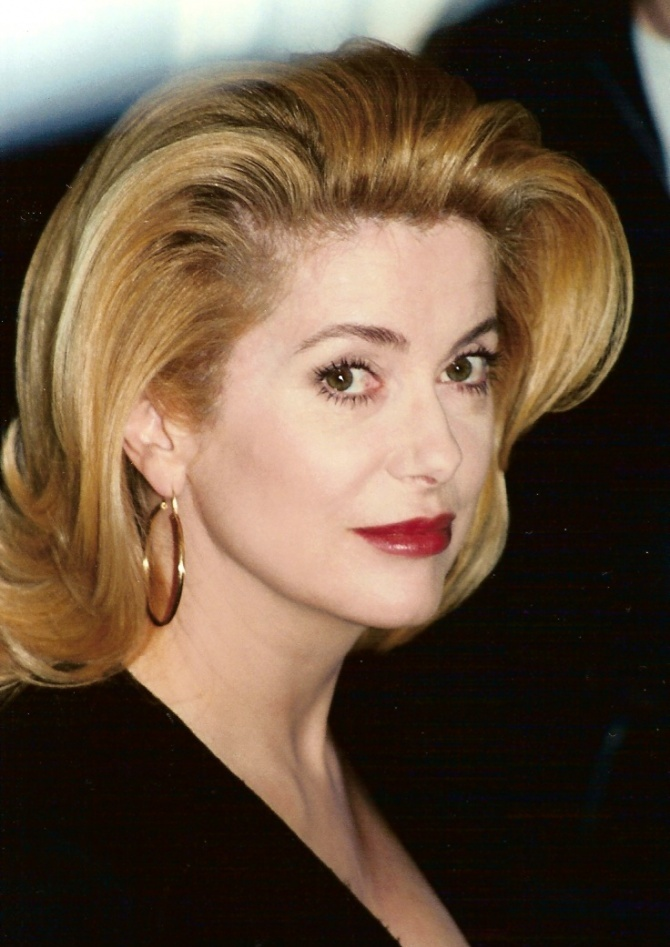
En el festival de Canes de 1995.

Els anys 1980, Deneuve va continuar fent treballs importants com L'Últim Metro de François Truffaut i L'ànsia, de Tony Scott, juntament amb Susan Sarandon i David Bowie, on el seu paper d'una vampira gòtica i bisexual la transformaria en una icona de lèsbiques, gais, gòtics i nous artistes de la dècada de 1980.
Deneuve va sobreviure com icona del cinema els anys 1990, rebent el seu segon César (el principal premi del cinema francès) i una nominació a l'Oscar de millor actriu per la pel·lícula Indoxina, de 1992, que aquell any guanyaria l'Oscar a la millor pel·lícula estrangera de l'Acadèmia de Hollywood. Les seves últimes pel·lícules d'èxit mundial van ser Dancer in the Dark, de Lars von Trier, amb la cantant i actriu islandesa Björk, Palma d'Or en el Festival de Cinema de Cannes el 2000 i 8 femmes, de 2002, al costat d'algunes de les principals actrius franceses com Fanny Ardant i Emmanuelle Béart. També va treballar amb François Ozon a Potiche.

## Premis i nominacions

### Oscar
Nominació
- 1993 Millor Actriu, Indoxina

### BAFTA
Nominació
- 1969 Millor Actriu, Belle de jour

### Premis César
- 1981 Millor Actriu, Le Dernier métro
- 1993 Millor Actriu, Indoxina

Nominacions
- 1976 Millor Actriu, El meu home és un salvatge
- 1982 Millor Actriu, Hôtel des Amériques
- 1988 Millor Actriu, Agent trouble (1987)
- 1989 Millor Actriu, Drôle d'endroit pour une rencontre
- 1994 Millor Actriu, La meva Estació Preferida
- 1997 Millor Actriu, Els Lladres
- 1999 Millor Actriu, Place Vendôme
- 2006 Millor Actriu Amb el-adjuvant, Palais Royal!